# Domenico Valentino
Domenico Valentino (født 17. maj 1984 i Marcianise) er en italiensk amatørbokser, som konkurrerer i vægtklassen letvægt. Han fik sin olympiske debut da han repræsenterede Italien under Sommer-OL 2004, hvor han blev slået ud i kvartfinalen. Han repræsenterede også Italien under Sommer-OL 2008, hvor han blev slået ud i ottendedelsfinalen af Yordenis Ugás fra Cuba i samme vægtklasse. Han har også en guld, sølv og bronzemedalje fra VM i boksning, i 2009, 2007 og 2005. Han har også tre guldmedaljer og en bronzemedalje fra fra EM i boksning.